# Upeneichthys
Upeneichthys són un gènere de peixos de la família dels múl·lids.

## Taxonomia
Hi ha tres espècies reconegudes:
- Upeneichthys lineatus (Bloch i Schneider, 1801)[1]
- Upeneichthys stotti (Platell, Potter i Clarke, 1998)[2]
- Upeneichthys vlamingii[3]